# 五碘化钽
五碘化钽是一种无机化合物，化学式 Ta2I10。它是黑色的，对水分敏感的抗磁性固体。

## 制备和结构
五溴化钽可以由钽和过量的碘化合而成。  
{\displaystyle {\ce {{2Ta}+ 5I2 -> {Ta2I10}}}}
它也可以由五氧化二钽和三碘化铝化合而成：
{\displaystyle {\ce {{3Ta2O5}+ 10AlI3 -> {3Ta2I10}+ 5Al2O3}}}
如对许多Nb和Ta的五卤化物所观察到的，其结构已经通过X射线晶体学验证，是双八面体形分子构型。

## 反应
五碘化钽在乙腈中可以和五苯酚钽发生配体交换反应，生成Ta(OC6H5)nI5－n，其中Ta(OC6H5)I4·CH3CN已被分离出来；它和五乙醇钽在乙腈中反应，可以得到TaOI3·CH3CN。
它和金属钽粉、五氯化钽在450 °C反应，可以得到TaI2Cl2它在450 °C以上和氧气反应，可以得到五氧化二钽。它可以被锌或镉在高温下还原为金属钽。
{\displaystyle {\ce {{Ta2I10}+ {5Zn}-> {5ZnI2}+ {2Ta}}}}

## 拓展阅读
- Fabio Marchetti, Guido Pampaloni. . Chem. Commun. 2012, 48 (5): 635–653  [2020-12-10]. ISSN 1359-7345. doi:10.1039/C1CC14592D （英语）.
- Xiuquan Zhou, Christophe P. Heinrich, Martin Kluenker, Stephanie Dolique, Derek L. Mull, Cora Lind. . Journal of Sol-Gel Science and Technology. 2014-03, 69 (3): 596–604  [2020-12-10]. ISSN 0928-0707. doi:10.1007/s10971-013-3262-8 （英语）.